# Рамазанова, Бижамал Рамазановна
Бижамал Рамазанова (каз. Бижамал Рамазанқызы Рамазанова, 21 июня 1927, Капальский район, Талды-Курганская область, Казахская ССР, СССР — 8 ноября 2020, Алма-Ата, Казахстан) — советский и казахстанский партийный работник, государственный и общественный деятель, кандидат философских наук, профессор.

## Биография
Родилась в селе Кзылагаш Капальского района Талды-Курганской области.
В 1957 году окончила Алма-Атинский учительский институт.
В 1959 году окончила Казахский педагогический институт им. Абая.
Трудовую деятельность начала в 1941 году учителем средней школы.
С 1945 по 1950 годы — инструктор Талды-Курганского обкома партии, первый секретарь Талды-Курганского горкома ЛКСМ Казахской ССР.
С 1951 по 1957 годы — первый секретарь Талды-Курганского обкома ЛКСМ.
С 1959 по 1963 годы — секретарь Алма-Атинского обкома партии.
С 1963 по 1975 годы — секретарь Президиума Верховного Совета Казахской ССР.
С 1963 по 1974 годы — депутат Верховного Совета Казахской ССР VI—VIII созывов.
С 1963 по 1976 годы — председатель Казахского комитета солидарности стран Азии и Африки.
С 1975 по 1982 годы — начальник Главного архивного управления при Совете Министров Казахской ССР.
С 1982 по 1992 годы — преподаватель ИПК работников культуры, Алма-Атинского строительно-дорожного института.
С 1982 года — на пенсии.
Член президиума Алматинского горсовета ветеранов войны и труда.

## Награды
СССР
- 1948 — Орден Трудового Красного Знамени
- 1956 — Орден Трудового Красного Знамени
- 1966 — Орден «Знак Почёта»
- 1971 — Орден «Знак Почёта»
- Награждена многочисленными правительственными и юбилейными медалями СССР.
- Награждена почётными грамотами Верховного Президиума Казахской ССР и СССР (1966, 1977).

Казахстан
- Орден Парасат
- Орден Курмет (15 декабря 2004 года)[4]
- Почётная Грамота Республики Казахстан (10 декабря 2002 года)[5]
- Медаль «За трудовое отличие» (Казахстан)
- Медаль «10 лет независимости Республики Казахстан» (2001)
- Медаль «10 лет Конституции Республики Казахстан» (2005)
- Медаль «10 лет Астане» (2008)
- Медаль «20 лет независимости Республики Казахстан» (2011)
- Награждена благодарственным письмом Президента Республики Казахстан и золотым знаком и др.